# Milwaukee Road clase EP-1, EF-1, EF-2, EF-3 y EF-5

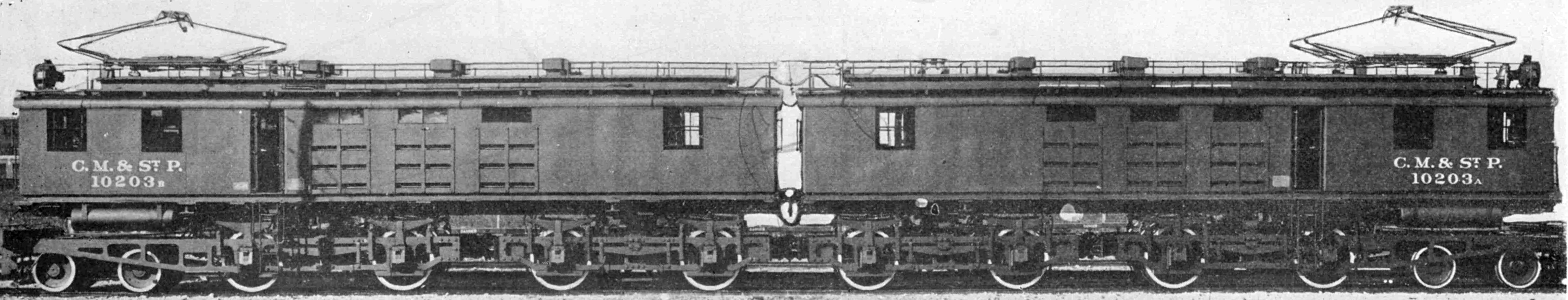
EF-1 Nº 10203, nueva.

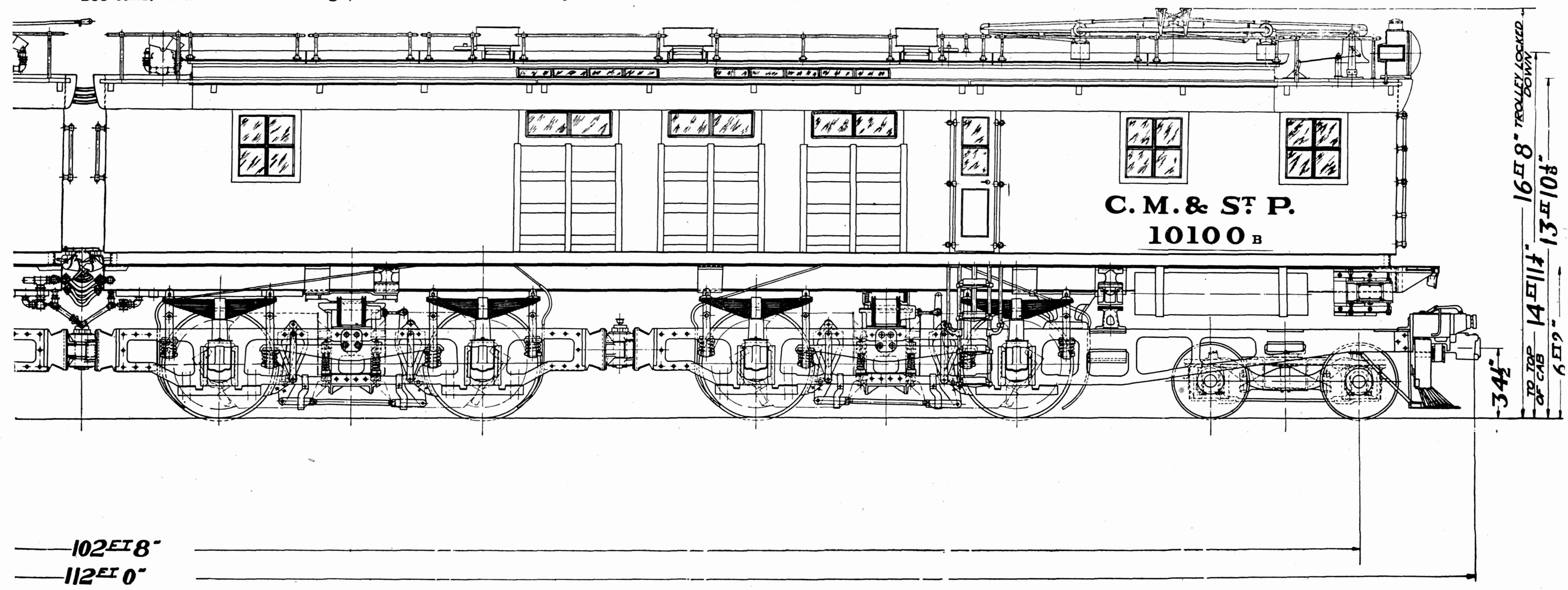
EF-1 dibujo de vista lateral.

Las Chicago, Milwaukee, St. Paul and Pacific Railroad (Milwaukee Road) clases EP-1 y EF-1 comprendían 42 locomotoras eléctricas construidas por la American Locomotive Company (ALCO) en 1915. Los componentes eléctricos eran de General Electric. Las locomotoras estaban compuestas por dos unidades simples, acopladas cola con cola en forma semi-permanente, numeradas como unidades simples con los sufijos 'A' y 'B'. Al construirlas, 30 unidades fueron asignadas al servicio de cargas, clasificadas como EF-1 y numeradas del 10200 al 10229. Las doce restantes fueron asignadas al servicio de pasajeros como clase EP-1, numeradas del 10100 al 10111, con una relación de engranajes para obtener una velocidad más alta. El diseño fue altamente exitoso, reemplazando un número mucho mayor de locomotoras de vapor, reduciendo costos y mejorando los horarios.
En 1919, con la llegada de una nueva generación de máquinas para pasajeros, las locomotoras EP-1 fueron convertidas como locomotoras de carga EF-1, y renumeradas del 10230 al 10241. En este rol, sirvieron hasta la década de 1950, cuando llegaron las locomotoras Little Joe, que comenzaron a reemplazarlas en el servicio de carga.

## Información técnica
Fueron equipadas con sistemas de control de unidades múltiples, y por lo tanto podían acoplarse entre ellas para formar una unidad más grande y ser operada desde una sola cabina. Luego fueron re-equipadas con un sistema de control de unidad múltiple diseñado por un ingeniero eléctrico del Milwaukee Road. Este permitía a la tripulación controlar locomotoras diésel-eléctricas. Sin embargo, la EF-4 "Little Joes", que también fueron equipada con este sistema, eran controladas a menudo desde las locomotoras diésel, y para ese entonces ya habían sido relegadas al rol de locomotoras auxiliares.
La velocidad máxima de fábrica de una EF-1 era de 56 km/h. Velocidades más altas imponían un esfuerzo excesivo al rotor de los motores. El programa de reconstrucción de la década de 1950 elevó la velocidad a 72 km/h para ayudar a mantener los horarios programados.
Los dos bojes estaban acoplados entre sí mediante una rótula, estando los acoples montados también en los bojes. De esta forma el cuerpo de la locomotora no soportaba la carga del tren. Cada boje tenía sus largueros en el lado externo, dando más espacio para los motores de tracción y sus equipos. El bastidor de los bojes de tracción estaba alargado hacia adelante montando un boje estabilizador con un pesado quitanieves.

## EF-2, EF-3, EF-5 y ES-3
En la década de 1930, con el incremento del peso de los trenes, el Milwaukee comenzó a crear locomotoras de tres unidades. La combinación simple de tres unidades fue clasificada como EF-2. Doce EF-2 fueron ensamblados, y renumerados 10500–10511ACB. En estos, la cabina de la unidad central (C) era innecesaria y sólo agregaba peso y longitud. Por lo tanto, la unidad central era acortada removiendo la cabina, el boje de guía y su extensión; recibieron el sobrenombre de "bobtails" ("cola cortada"). Eran acoplados entre dos unidades estándar para crear un conjunto EF-3. Estas unidades "bobtail" pesaban 23,6 Tm, menos que una unidad normal. Fueron creadas unidades adicionales EF-2, pero no fueron modificadas como "bobtails". Las locomotoras fueron renumeradas en 1939, las EF-3 como E25–E36, y las EF-1 como E50–E73.
En 1951, se crearon locomotoras de cuatro unidades; fueron clasificadas como EF-5 y podían tener cualquier combinación de unidades normales o "bobtail" en las dos posiciones centrales. Su número fue reduciéndose gradualmente, hasta llegar a 10 unidades en servicio en 1961.
Cuando se hizo una cantidad impar de EF-2, una unidad simple quedó como sobrante. Esta unidad fue clasificada como de maniobras pesada y se le dio la clase ES-3.

## EP-1A
En 1950, dos locomotoras EF-1, E22A/B y E23A/B fueron convertidas al servicio de pasajeros como la clase EP-1A para ayudar las envejecidas Bi-Polares en la Extensión Puget Sound. La apariencia de la E22 fue suavizada, quedando los frentes de las cabinas con una línea algo aerodinámica. Fueron repintadas con el esquema del Union Pacific Railroad de Amarillo Blindado con el techo Gris Niebla de Puerto y líneas divisorias rojas. Estas dos locomotoras sirvieron hasta marzo de 1961 en ese rol; en ese momento, las E23A y E23B fueron renumeradas como E22D y E22C.

## Jubilaciones
La flota permaneció intacta hasta 1951, cuando se retiraron dos EF-1 (E51A+B y E68A+B). Dos unidades de una EF-2 fueron retiradas en 1954, y las restantes se mantuvieron estables hasta mediados de la década de 1960, cuando la edad comenzó a pasar factura. Las locomotoras fueron emparchadas hasta volverse irreparables, y las unidades fueron intercambiadas entre ellas sin ser renumeradas.
La mayoría fue retirada a fines de 1973, pero una unidad, la E57B y su compañera "bobtail", permaneció como máquina de maniobras en Harlowton, Montana hasta junio de 1974.

## Hoy
La unidad E50A+B, originalmente 10200A+B, la primera en ser construida, aún sobrevive y es preservada en el Lake Superior Railroad Museum en Duluth, Minnesota. La unidad E57B, originalmente 10211B, es preservada en Harlowton, Montana.